# Grosso
Pour les articles homonymes, voir Grosso (homonymie).
Grosso est une commune italienne de la ville métropolitaine de Turin, dans la région Piémont.

## Administration
| Période                                  | Période  | Identité        | Étiquette | Qualité |
| ---------------------------------------- | -------- | --------------- | --------- | ------- |
| 14 juin 2004                             | En cours | Carlo Giachetti | civica    |         |
| Les données manquantes sont à compléter. |          |                 |           |         |

### Communes limitrophes
Corio, Mathi, Nole, Villanova Canavese.